# Carlos Șacalul
Ilich Ramírez Sánchez (pronunție: [ilici raˈmiɾes santces]), cunoscut mai ales după numele Carlos Șacalul (n. n. 12 octombrie 1949, Municipio Michelena⁠(d), Táchira, Venezuela), este un venezuelan condamnat în Franța la închisoare pe viață pentru zeci de asasinate, terorism internațional și alte crime și, care a colaborat cu organizații comuniste, naționaliste palestiniene și islamiste.
Botezat după Vladimir Ilici Lenin de către tatăl său marxist, Carlos s-a alăturat mișcării de tineret a Partidului Comunist din Venezuela. El s-a înscris la Universitatea Patrice Lumumba din Moscova, unde studiau comuniști din afara URSS. În 1970, s-a oferit voluntar la Frontul Popular pentru Eliberarea Palestinei. În Liban, și-a terminat pregătirea de terorist la un cantonament unde condus de militari irakieni.
După mai multe atentate nereușite, Carlos a devenit celebru în 1975 pentru un raid în cartierul general al OPEC din Viena, soldat cu moartea a trei delegați. Acesta a fost urmat de o serie de atacuri împotriva unor ținte occidentale. Mulți ani, el a fost printre cei mai căutați fugari internaționali. Carlos a fost poreclit „Șacalul” de ziarul The Guardian după romanul lui Frederick Forsyth, Ziua Șacalului, despre care se spunea că se află printre obiectele sale personale.
După sfârșitul Războiului Rece și prăbușirea regimurilor comuniste care l-au sprijinit și subvenționat, Carlos, care a devenit musulman, și-a dus o viață în condiții de lux în diferite state arabe.
În 1994, dictatorul Sudanului l-a vândut și predat Franței, în condiții de film de aventuri: Carlos, obez datorită alcoolismului, s-a internat într-un spital sudanez pentru o aspirație de grăsime și, după ce a fost adormit, a fost predat francezilor. În Franța, el ispășește o condamnare la închisoare pe viață în Penitenciarul Clairvaux, condamnat fiind pentru uciderea a doi agenți francezi ai DST (contrainformații) și a unui presupus informator. În 2001, s-a căsătorit cu avocata sa într-o ceremonie musulmană. Carlos este susținător al islamismului radical, prin cartea sa Islamul revoluționar.

## Copilăria și tinerețea
Carlos s-a născut în statul Táchira, Venezuela. Deși mama sa dorea ca primul ei născut să aibă un prenume creștin, tatăl său, un foarte bogat avocat marxist, l-a botezat Ilici, după Vladimir Ilici Lenin (ceilalți doi frați mai mici ai săi au fost botezați „Lenin” și „Vladimir”). A învățat la o școală din Caracas și s-a alăturat mișcării de tineret a partidului comunist în 1959. După ce a participat la a treia Conferință Tricontinentală în ianuarie 1966 împreună cu tatăl său, a petrecut vara la Tabăra Matanzas, o școală cubaneză de luptători de gherilă condusă de directoratul de informații cubanez lângă Havana. Părinții lui au divorțat în același an.
Mama a luat copiii cu ea la Londra, unde ea a studiat la Stafford House College din Kensington și la London School of Economics. În 1968 tatăl lui a încercat să-l înscrie pe Ilici și pe un alt frate la Sorbona în Paris, dar în cele din urmă a ales Universitatea Patrice Lumumba din Moscova. Conform BBC, aceasta era „un centru notoriu de recrutare a tinerilor comuniști străini în Uniunea Sovietică”. A fost exmatriculat din universitate în 1970.
De la Moscova, Carlos a plecat la Beirut, Liban, unde s-a înscris voluntar în Frontul Popular pentru Eliberarea Palestinei în iulie 1970. A fost trimis la o tabără de pregătire pentru voluntarii străini organizată lângă Amman, Iordania. După ce a terminat pregătirea, a trecut la o altă școală, cu numele de cod „H4” cu instructori din armata irakiană a lui Saddam Hussein și aflată lângă granița dintre Siria și Irak.

## FPEP
După ce a terminat pregătirea pentru luptele de gherilă, Carlos a jucat un rol activ pentru FPEP în nordul Iordaniei în timpul conflictului Septembrie Negru din 1970, cu o reputație de luptător. După ce organizația a fost gonită din Iordania, a revenit la Beirut. A fost trimis să se pregătească cu Wadie Haddad. În cele din urmă a părăsit Orientul Mijlociu pentru a studia la Polytechnic of Central London (astăzi, Universitatea Westminster), continuând să lucreze și pentru FPEP.
În 1973, Carlos era din nou asociat cu FPEP, la o tentativă de asasinat împotriva lui Joseph Sieff, un om de afaceri evreu, vicepreședinte al British Zionist Federation, ca o răzbunare pentru eliminarea în Paris de către Mossad a lui Mohamed Boudia, un lider FPEP.
Printre multe altele, Carlos a recunoscut că a fost responsabil de un atentat eșuat la sediul băncii israeliene Bank Hapoalim din Londra și de atacuri cu mașini-capcană asupra a trei ziare franceze acuzate că ar fi proisraeliene. El a susținut că a aruncat grenada către un restaurant parizian într-un atentat care a ucis două persoane și a rănit 30. Apoi, a participat la două atacuri cu grenadă și cu rachetă asupra avioanelor israeliene civile El Al din Aeroportul Orly de lângă Paris, în zilele de 13 și 17 ianuarie 1975.
La 27 iunie 1975, agentul de contact al lui Carlos în FPEP, libanezul Michel Moukharbal, a fost arestat și interogat de agenția internă de informații franceză DST. Când trei agenți neînarmați ai DST au încercat să vorbească cu Carlos la Paris, în timpul unei petreceri, el i-a împușcat pe cei trei, ucigând doi dintre ei și, pentru a evita riscuri, l-a ucis și pe Moukharbal apoi, Carlos a reușit să fugă prin Bruxelles la Beirut.

## Raidul de la OPEC și eliminarea din FPEP
De la Beirut, Carlos a participat la planificarea atacurilor asupra cartierului general al OPEC din Viena. La 21 decembrie 1975, el a condus echipa de șase (din care făcea parte și Gabriele Kröcher-Tiedemann) care a atacat întrunirea  liderilor OPEC, au luat peste 60 de ostatici, au ucis trei persoane, un polițist austriac, un irakian angajat al OPEC și un membru al delegației libiene. Carlos a cerut autorităților austriece să citească la radio și la televiziune din două în două ore, un comunicat de propagandă a cauzei palestiniene. Pentru a evita execuția unui ostatic la fiecare 15 minute, guvernul austriac a acceptat și a difuzat comunicatul.
La 22 decembrie, austriecii au dat FPEP și celor 42 de ostatici un avion cu care aceștia au fost transportați la Alger, așa cum s-a cerut în schimbul eliberării ostaticilor. Fostul pilot militar britanic Neville Atkinson, devenit pilot personal al liderului libian Muammar al-Gaddafi, i-a dus pe Carlos și pe mai mulți teroriști, printre care și pe Hans-Joachim Klein, din gruparea Baader-Meinhof și membru al Celulelor Revoluționare, și pe Gabriele Kröcher-Tiedemann, de la Alger la Tripoli. Acești teroriști au ajuns în cele din urmă la Bagdad. 
În anii de după raidul de la OPEC, Bassam Abu Sharif, un alt terorist FPEP, împreună cu Klein au dezvăluit rapacitatea lui Carlos care și-a însușit o sumă mare de bani în schimbul eliberării ostaticilor arabi. Se spune că suma era între 20 și 50 de milioane de dolari, iar sursa lor nu este sigură, deși, conform lui Klein, provenea „de la un președinte arab”. Carlos le-a spus ulterior avocaților că banii au fost plătiți de Saudiți în numele iranienilor și că au fost „deviați pe drum și pierduți de Revoluție”.
Carlos a plecat din Algeria în Libia și apoi la Aden, unde a participat la o întrunire a oficialilor FPEP în care a fost pus să justifice de ce nu a executat doi ostatici OPEC—ministrul de finanțe al Iranului, Jamshid Amuzgar, și ministrul petrolului din Arabia Saudită, Ahmed Zaki Yamani. Liderul FPEP Wadie Haddad l-a exclus pe Carlos pentru că nu a executat ostaticii și că nu s-au îndeplinit cerințele FPEP.

### După 1975
În septembrie 1976, Carlos a fost arestat, reținut în Iugoslavia, și trimis la Bagdad. A ales să se stabilească la Aden, unde a încercat să înființeze o Organizație de Luptă Armată, formată din rebeli sirieni, libanezi și germani. A avut legături cu Stasi, poliția secretă est-germană. Ei i-au dat un birou și case conspirative în Berlinul de Est, 75 de angajați și mașină de serviciu, permițându-i să poarte armă în public.
Carlos, se crede, a pus la cale atacurile asupra mai multor ținte din Europa, inclusiv, la cererea și subvenționarea masivă a lui Ceaușescu - scandalizat de o serie de articole jenante - cel de la sediul Radio Europa Liberă din München din februarie 1981. În august 1983, a atacat Maison de France din Berlinul Occidental, ucigând un om și rănind alți douăzeci și doi. La 31 decembrie 1983, s-au detonat bombe în două trenuri TGV franceze, ucigând patru pasageri și rănind alți zeci de oameni. La câteva zile de la atentate, Ramírez Sánchez a trimis scrisori către trei agenții de presă separate prin care revendica atentatele ca răzbunare pentru bombardamentele franceze efectuate cu o lună în urmă împotriva unei tabere FPEP din Liban.
După căderea comunismului în Germania de Est, istoricii au analizat dosarele Stasi și au demonstrat o legătură între Ramírez Sánchez și KGB, prin intermediul poliției secrete est-germane. Când Leonid Brejnev a vizitat Germania de Est în 1981, Ramírez Sánchez nu a efectuat niciun atac, la cererea KGB, deși serviciile de informații occidentale se așteptau la activități teroriste în această perioadă. La un moment dat, Securitatea din România l-a angajat pe Carlos să asasineze disidenți români care locuiau în Franța.
Cu susținerea condiționată a regimului irakian și după moartea lui Haddad, Ramírez Sánchez și-a oferit serviciile grupării sale către FPEP și alte grupări. Primul atac ar putea fi unul eșuat, cu rachetă, asupra centralei termonucleare Superphénix din Franța la1 18 ianuarie 1982.
În februarie 1982, doi membri ai grupului—teroristul elvețian Bruno Breguet și soția lui Ramírez Sánchez, Magdalena Kopp—au fost arestați la Paris, într-o mașină în care s-au găsit explozibili. După arestare, gruparea a detonat mai multe bombe în Franța, în vreme ce Ramírez Sánchez a făcut lobby pentru eliberarea celor doi.
Aceste atacuri au dus la sporirea presiunii internaționale asupra statelor din Europa de Est care îl tolerau pe Ramírez Sánchez. Timp de peste doi ani, el a locuit în Ungaria, într-un cartier select al Budapestei. Principalul său intermediar pentru sursele sale de finanțare, cum ar fi Gaddafi sau dr. George Habash, era un prieten al sorei lui, „Dietmar C”, un celebru terorist german, lider al brigăzi Pantera a FPEP. Ungaria l-a expulzat pe Ramírez Sánchez spre sfârșitul lui 1985, și i s-a refuzat ajutor în Irak, Libia și Cuba înainte de a găsi puțină susținere în Siria. S-a stabilit la Damasc împreună cu Kopp și cu fiica lor, Elba Rosa.
Guvernul sirian l-a obligat pe Ramírez Sánchez să rămână inactiv, și el nu a mai fost perceput ca o amenințare. În 1990, guvernul irakian l-a abordat cu unele oferte, iar în septembrie 1991, a fost expulzat din Siria. După o ședere temporară în Iordania, s-a considerat mai bine protejat în Sudan și s-a mutat la Khartoum.
În cariera lui Carlos, petrecută în mare parte în timpul Războiului Rece, în Occident s-a vehiculat ideea că ar fi fost agent KGB. Unele atacuri i-ar fi fost atribuite din lipsa altor suspecți. El însuși probabil că s-a lăudat cu misiuni inexistente care au creat și mai multă derută.

## Arestarea și încarcerarea

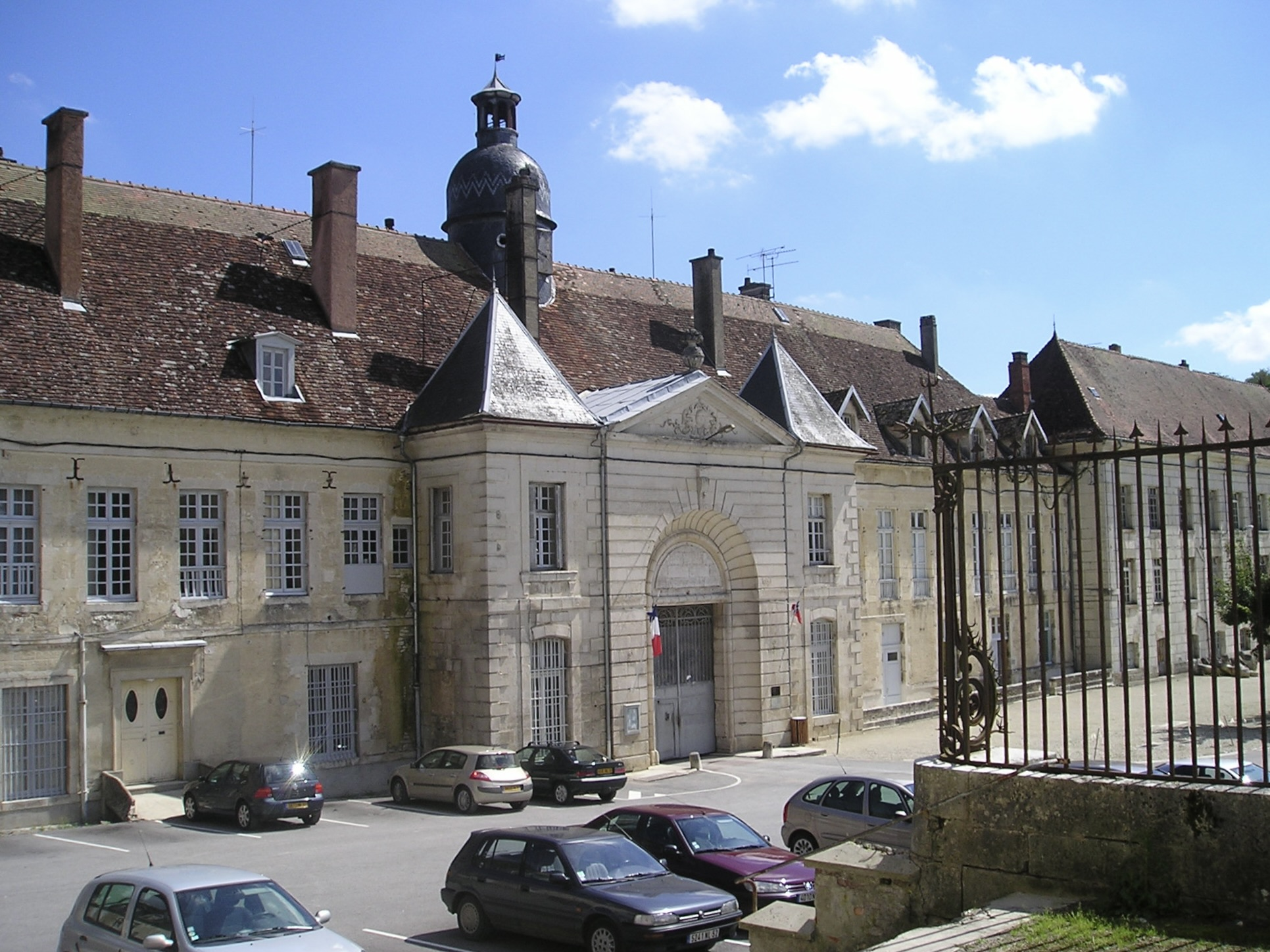
Carlos Şacalul este încarcerat la închisoarea Clairvaux.

Agențiile de informații franceze și americane au făcut autorităților sudaneze mai multe oferte. În 1994, Carlos urma să sufere o operație minoră la testicul într-un spital din Sudan. La două zile după operație, oficialii sudanezi i-au spus că trebuie mutat într-o vilă pentru a fi protejat de o posibilă tentativă de asasinat și că va primi gărzi de corp personale. În noaptea următoare, gărzile de corp au intrat în camera lui în timp ce dormea, l-au tranchilizat, l-au legat și l-au luat din vilă.
La 14 august 1994, Sudan l-a transferat agenților francezi de la DST, care l-au dus la Paris pentru a fi judecat. A fost acuzat de asasinarea la Paris a doi polițiști și a informatorului Michel Moukharbal în 1975 și a fost închis temporar în închisoarea La Santé din Paris. În 1996, o majoritate a Comisiei Europene pentru Drepturile Omului i-a respins cererea legată de capturarea sa.
Procesul a început la 12 decembrie 1997 și a luat sfârșit la 23 decembrie, când a fost găsit vinovat și condamnat la închisoare pe viață. A fost apoi transferat de la Le Santé la închisoarea Clairvaux.
În 2001, într-o ceremonie musulmană, Ramírez Sánchez s-a căsătorit cu avocata sa, Isabelle Coutant-Peyre, deși era căsătorit cu a doua sa soție.
În iunie 2003, Carlos a publicat o colecție de scrieri din celula sa. Cartea, al cărui titlu este Islamul revoluționar, încearcă să explice și să apere violența în termeni de luptă de clasă. În carte, el își exprimă susținerea pentru Osama bin Laden și atacurile îndreptate asupra Statelor Unite.
În 2005, Curtea Europeană a Drepturilor Omului a analizat o plângere a lui Ramírez Sánchez că anii de încarcerare în izolare ar constitui „tratament inuman și degradant”. Deși curtea i-a respins cererea, în 2006 el a făcut apel. Președintele Venezuelei Hugo Chávez l-a lăudat pe Ramírez Sánchez, spunând în 2009 într-un discurs că a fost condamnat pe nedrept și că nu era terorist, ci „luptător revoluționar”.